# Olha Hejko
Olha Andrijiwna Hejko, ukr. Ольга Андріївна Гейко (ur. 4 kwietnia 1988 w Zaporożu) – ukraińska siatkarka, grająca na pozycji rozgrywającej. W sezonie 2018/2019 występowała w drużynie KSZO Ostrowiec Świętokrzyski.

## Sukcesy klubowe
Mistrzostwo Ukrainy:
- 2009
- 2007

Puchar Ukrainy:
- 2009, 2022[3]

Memoriał Agaty Mróz-Olszewskiej:
- 2018

Superpuchar Ukrainy:
- 2021

## Sukcesy reprezentacyjne
Mistrzostwa Europy Kadetek:
- 2005

## Nagrody indywidualne
- 2018: Najlepsza rozgrywająca  Memoriału Agaty Mróz-Olszewskiej